# Meritxell Font Oliveras
Meritxell "Txell" Font Oliveras (10 de desembre de 2004) és una futbolista professional catalana que juga de portera al club FC Barcelona B de la Primera Federació. Va ajudar a portar Espanya a la victòria a la Copa del Món Femenina Sub-20 de la FIFA 2022, on va rebre el Guant d'Or.

## Carrera de club
Font va ser una de les primeres nou noies a entrenar a La Masia, el planter del Barcelona. Va ser la portera titular del FC Barcelona B, que va guanyar la Primera Federació la temporada 2022-23. Es va lesionar la temporada següent després d'un esquinç del lligament encreuat anterior.

## Carrera internacional
Als 17 anys, Font va ajudar la selecció espanyola sub-19 a guanyar el Campionat Femení Sub-19 de la UEFA de 2022, encaixant només dos gols en quatre partits.
Més tard aquell mateix any, Font va formar part de la selecció espanyola sub-20 per a la Copa del Món Femenina Sub-20 de la FIFA 2022 com a segona portera després d'Adriana Nanclares després d'una lesió d'Elene Lete. En l'últim partit de la fase de grups contra Austràlia, Nanclares va haver de ser substituïda a causa d'una lesió i Font va haver de jugar la resta del torneig. Va ser titular en les tres rondes eliminatòries, acabant amb una victòria per 3-1 contra el Japó a la final. Va ser guardonada amb el Guant d'Or com a millor portera del torneig.
L'any següent, Font va liderar la selecció espanyola sub-19 per defensar el seu títol al Campionat Femení Sub-19 de la UEFA de 2023, sense encaixar cap gol en cinc partits. A les semifinals contra els Països Baixos, va aturar un penal al minut 87 per mantenir l'avantatge en una victòria per 1-0. Va empatar a 0 contra Alemanya a la final, guanyant als penals després de tres xuts fallats. Va ser nomenada a l'equip del torneig.

## Vida personal
Font és la germana petita de Gemma Font, que juga de portera al primer equip del Barcelona.